# Gare de Bourg-en-Bresse
Gare de Bourg-en-Bresse vasútállomás Franciaországban, Bourg-en-Bresse településen.

## Vasútvonalak
Az állomást az alábbi vasútvonalak érintik:
- Mouchard-Bourg-en-Bresse-vasútvonal
- Bourg-en-Bresse-Bellegarde-vasútvonal
- Mâcon-Ambérieu-vasútvonal
- Lyon-Saint-Clair-Bourg-en-Bresse-vasútvonal

## Kapcsolódó állomások
A vasútállomáshoz az alábbi állomások vannak a legközelebb:
- Gare de Polliat
- Gare de Saint-Amour
- Gare de Servas - Lent
- Gare de Saint-Martin-du-Mont
- Gare de Ceyzériat